# Wagner – Das Leben und Werk Richard Wagners
Wagner – Das Leben und Werk Richard Wagners (Originaltitel Wagner) ist eine englisch-österreichisch-ungarische biographische Miniserie in zehn Teilen aus dem Jahr 1983 über den Opernkomponisten Richard Wagner.

## Handlung

### Teil 1
Zur Zeit des Dresdner Maiaufstandes von 1849 ist Richard Wagner Hofkapellmeister des sächsischen Königs Friedrich August II. Wagner fasst erste Pläne zu seiner Oper Lohengrin. Er hat Schwierigkeiten, seine Opern zu verkaufen und zur Aufführung zu bringen, da er einerseits mit der bürgerlichen Revolution gegen das Königtum sympathisiert und andererseits Giacomo Meyerbeer der Publikumsliebling ist. Wagner hingegen träumt von höheren Ansprüchen in der Oper und einem eigenen Theaterhaus.

### Teil 2
Wegen seiner aktiven Beteiligung am Aufstand wird Wagner steckbrieflich gesucht und flüchtet mit Ehefrau Minna, die nach einer Fehlgeburt keine Kinder mehr bekommen kann, in die Schweiz nach Zürich. Während seines Exils wird er von Franz Liszt unterstützt, indem dieser in Deutschland Wagners Opern aufführt. In der Schweiz beginnt Wagner mit ersten Arbeiten zu Der Ring des Nibelungen und plant eine Oper über Wieland der Schmied. Als Schüler nimmt er Karl Ritter und Hans von Bülow an und unternimmt mit ihnen umfangreiche Bergwanderungen. In den Bergen erträumt er passende Kulissen für den Ring.
Unterdessen beginnt er eine Affäre mit Jessie Laussot, der Tochter seiner Förderin Mrs. Taylor. Kurzfristig reist er ihr nach Bordeaux nach.
Im Jahr 1851 zwingen gesundheitliche Probleme Wagner ins Sanatorium. Während der Kur liest er Arthur Schopenhauers Werk Die Welt als Wille und Vorstellung.
Seit 5 Jahren ohne Möglichkeit nach Deutschland zurückzukehren, hat er in dieser Zeit keine neuen Werke komponiert. Doch schließlich findet er wieder die Energie, am Ring weiterzuschreiben.

### Teil 3
Durch Vermittlung wird der Kaufmann Otto Wesendonck Wagners neuer Förderer. Er lässt das Ehepaar Wagner im Gartenhaus seiner Villa wohnen. Im Lauf der Zeit entwickelt sich eine Affäre zwischen Wagner und Wesendoncks Ehefrau Mathilde.
Unterdessen heiratet Hans von Bülow Franz Liszts Tochter Cosima.
Unter dem Eindruck seiner Affäre mit Mathilde beginnt Wagner mit der Arbeit an Tristan und Isolde. Schließlich verlässt die verzweifelte Minna ihren Mann nach 22 Jahren Ehe. Wagner reist nach Venedig und setzt dort seine Arbeit an Tristan und Isolde fort.

### Teil 4
In Paris bereitet Wagner unter vielen Schwierigkeiten die Aufführung einer französischen Fassung des Tannhäuser und der Sängerkrieg auf Wartburg vor. Kurz vor der Aufführung hat Wagner einen Disput mit dem jüdischen Komponisten Giacomo Meyerbeer wegen seines Aufsatzes Das Judenthum in der Musik. Die Aufführung des Tannhäuser wird von Störern sabotiert. Im Rahmen der Vorbereitungen für die Aufführung unternehmen Wagner und Minna einen neuen Versuch, zusammenzuleben. Kurz nach dem Misserfolg des Tannhäuser reist Minna zur Kur.

### Teil 5
Während Wagner nach Finanziers für den Ring und Die Meistersinger von Nürnberg sucht, lernt er in Wien den einflussreichen Kritiker Eduard Hanslick kennen. Wagners Suche nach Finanziers führt ihn nach Russland. Als sich Minna während ihrer Kur beim König von Sachsen erfolgreich für Wagners Amnestie einsetzt, betrügt Wagner seine Gattin in Russland und erwägt, sich von ihr scheiden zu lassen. Trotz der durch Minnas Einfluss erwirkten Amnestie ist die Ehe zwischen Wagner und ihr erkaltet.

### Teil 6
Während der Arbeit an den Meistersingern muss Wagner fliehen, als zwei Gerichtsvollzieher vor der Tür stehen. Kurz darauf bekommt Wagner Besuch von Hofsekretär Franz Seraph von Pfistermeister, der im Auftrag des frisch gekrönten, von Wagners Lohengrin beeindruckten Königs Ludwig II. Wagner an den königlichen Hof in München holen soll. König Ludwig bezahlt Wagners Schulden, und seine Pläne für den Bau eines eigenen, neuartigen Theaters geraten in greifbare Nähe.
Zwischenzeitlich haben sich Wagner und Cosima ineinander verliebt, wogegen Cosimas Vater Franz Liszt unter anderem wegen Hans von Bülow Bedenken äußert.

### Teil 7
König Ludwig ermöglicht die von Wagner lang ersehnte Uraufführung von Tristan und Isolde; Dirigent soll Hans von Bülow werden. Während der Proben mit dem Sänger-Ehepaar Ludwig und Malvina Schnorr von Carolsfeld in den Hauptrollen entstehen unter Wagners Freund Gottfried Semper erste Pläne zu dem von Wagner lange geplanten Festspielhaus.
König Ludwigs umfangreicher Einsatz für Richard Wagner erregt den Unmut der Minister des Königs; als Zündstoff dienen unter anderem Wagners heimliche Liaison mit Cosima und seine Verschwendungssucht. Wenig später ist Cosima (möglicherweise von Wagner) schwanger, während von Bülow sich für den Vater hält. Bald bringt Cosima Tochter Isolde zur Welt.
Als am Tag der geplanten Uraufführung von Tristan und Isolde Wagners Flügel gepfändet werden soll, hilft Cosima ihm finanziell aus. Die Verschiebung der Uraufführung der Oper auf Grund der Heiserkeit von Sängerin Malvina Schnorr heizt bei den Ministern von König Ludwig die Gerüchteküche an.
Zur Zeit der Uraufführung von Tristan und Isolde beginnt Wagner mit dem Diktat zu seiner Autobiografie Mein Leben. Wenig später erfährt Wagner erschüttert vom Tod des Tristan-Sängers Ludwig Schnorr.

### Teil 8
Während sich Bayern der Gefahr eines Krieges durch Preußen unter Otto von Bismarck ausgesetzt sieht, sehen die Minister von König Ludwig Wagner als Belastung für den Staat Bayern an. König Ludwig gibt ihrem Druck nach und schickt Wagner aus München fort. Währenddessen stirbt Minna in Dresden.
Wagner zieht mit Cosima, die ihren Mann Hans von Bülow verlässt, in das Landhaus Tribschen bei Luzern. Hier setzt er die Arbeit an den Meistersingern fort. Als König Ludwig in Tribschen erscheint, um bei Wagner zu sein, kann Wagner ihn überzeugen, nach München zurückzukehren.
Während Bayern im Deutschen Krieg von Preußen geschlagen wird, sieht Hans von Bülow sich einer Pressekampagne ausgesetzt, weil seine Frau mit Richard Wagner zusammenlebt. Richard Wagner und Cosima bitten König Ludwig erfolgreich darum, ihren Ruf in der Öffentlichkeit wiederherzustellen. Cosima bittet Hans von Bülow um die Scheidung. Als Hans von Bülow seinen Posten am Hoftheater in München aufgibt, wird Hans Richter Wagners neuer Dirigent. In Tribschen bekommt Wagner erstmals Besuch von Friedrich Nietzsche.
Im Jahr 1869 wird Sohn Siegfried geboren.
Während erneut ein Krieg (unter Preußen mit Bayern als Verbündeten gegen Frankreich) droht, setzt König Ludwig einen Termin für die Aufführung von Das Rheingold an. Die Vorbereitungen verlaufen chaotisch; Hans Richter wird entlassen. Wagner erhofft sich durch den Krieg eine Vorreiterrolle für Deutschland.

### Teil 9
Im Jahr 1870 heiraten Richard Wagner und Cosima. Wagner lässt als Geburtstagsgeschenk für Cosima das Siegfried-Idyll in der Villa Tribschen aufführen.
Wagner entscheidet sich für Bayreuth als Standort für sein lange geplantes Festspielhaus; wenig später erfolgt die Grundsteinlegung. Unter großen Mühen erfolgen die Bauarbeiten am Festspielhaus und die Proben am Ring des Nibelungen.

### Teil 10
Friedrich Nietzsche sieht sich veranlasst, aus gesundheitlichen Gründen Triebschen und Bayreuth zu verlassen. Vorher äußert er aber seinen Unmut über Richard Wagners Antisemitismus und substanzlosen Prunk.
Zur Eröffnung des Festspielhauses erscheint auch König Ludwig, für den vor der eigentlichen Uraufführung eine Privatvorstellung gegeben wird. König Ludwig beglückwünscht Wagner für sein Werk; finanziell erweist sich der Ring allerdings als Misserfolg.
Wagner bereitet die Uraufführung des Parsifal unter Dirigent Hermann Levi vor.
Wagner reist mit seiner Familie nach Venedig. Dort stirbt er am 13. Februar 1883.

## Hintergrund
Nach Abschluss der Arbeiten am Drehbuch wurden Regisseur Tony Palmer und Drehbuchautor Charles Wood bei Wolfgang Wagner vorstellig, einem Enkel von Richard Wagner. Dieser zeigte sich begeistert von der Darstellung seines Großvaters im geplanten Film und sagte: „Wenn ihr die wahre Geschichte meines Großvaters erzählen würdet, würde sie keiner glauben“. Wie er ergänzte, würde Richard Wagner heute „nicht in Bayreuth, sondern in Hollywood“ Karriere machen.
Die rund 30 Millionen D-Mark (£7 Millionen) teure Produktion wurde an über 200 verschiedenen Originalschauplätzen in ganz Europa gedreht. Das Drehbuch entstand unter Mitwirkung des Wagner-Experten Martin Gregor-Dellin. Die Musik wurde zum Großteil von Dirigent Sir Georg Solti und den Wiener Philharmonikern eingespielt.
Entgegen anders lautenden Aussagen dauert die zehnteilige Fernsehserie 7 Stunden und 46 Minuten und wurde innerhalb der für die Dreharbeiten vorgesehenen Frist von weniger als einem Jahr beendet. In Ländern wie Korea und Dänemark wurde die Serie zu einer vier- bis fünfstündigen Kinofassung umgearbeitet.

## Synchronisation
Die deutsche Fassung des Mehrteilers hat folgende Synchronsprecher:
| Rolle            | Darsteller            | Synchronsprecher      |
| ---------------- | --------------------- | --------------------- |
| Richard Wagner   | Richard Burton        | Holger Hagen          |
| Cosima von Bülow | Vanessa Redgrave      | Ute Meinhardt         |
| Pfistermeister   | John Gielgud          | Wilhelm Borchert      |
| Hans von Bülow   | Miguel Herz-Kestranek | Miguel Herz-Kestranek |
| Karl Ritter      | Gabriel Byrne         | Norbert Langer        |
| König Ludwig II. | László Gálffi         | Torsten Sense         |
| Pfeufer          | Laurence Olivier      | Siegmar Schneider     |
| Pfordten         | Ralph Richardson      | Eric Vaessen          |
| Sulzer           | Cyril Cusack          | Edgar Ott             |